# Jezioro Czarne (powiat gołdapski)
Jezioro Czarne – jezioro w Polsce, w województwie warmińsko-mazurskim, w powiecie gołdapskim, w gminie Dubeninki.